# Cueto (Cuba)

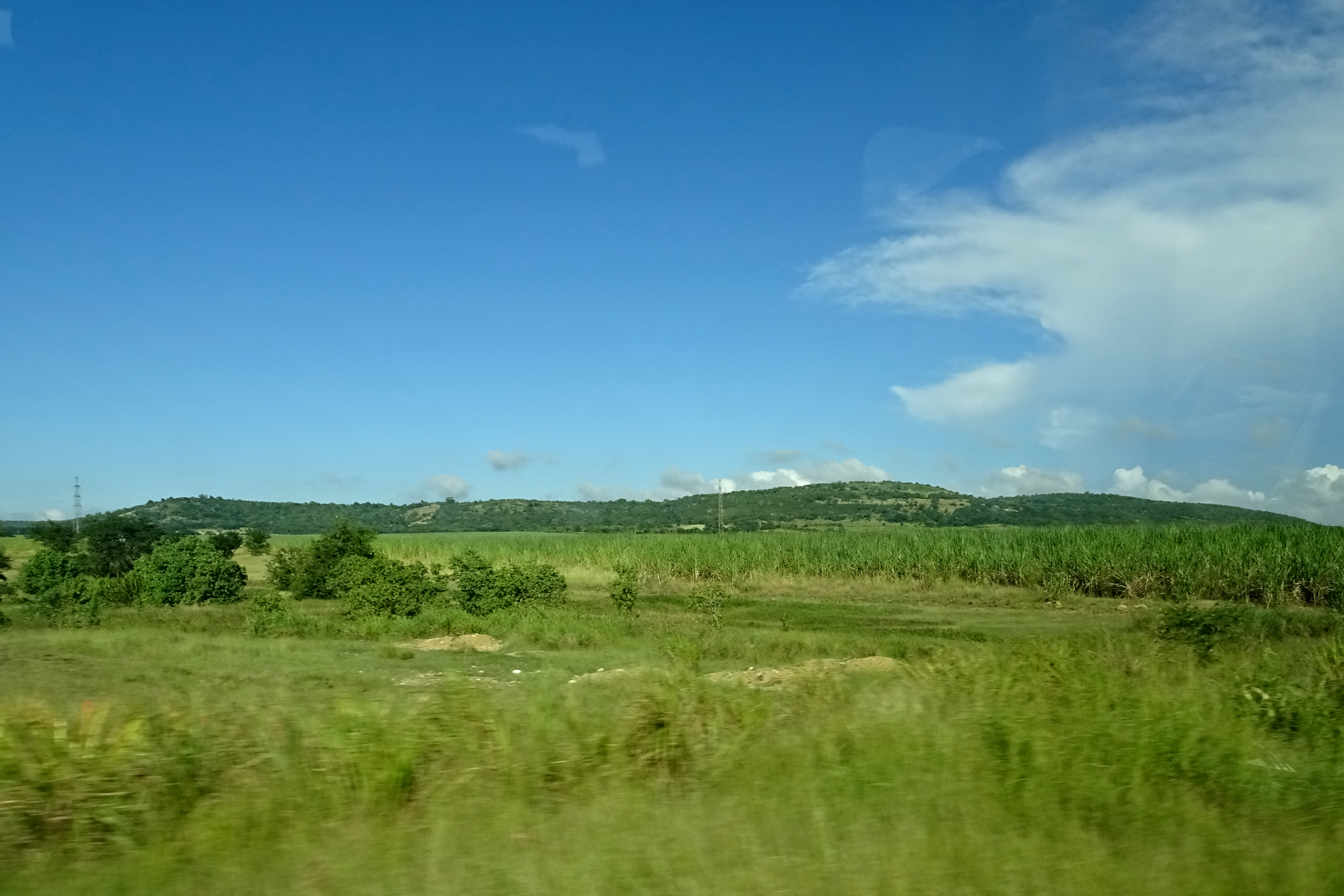

Cueto é uma cidade localizada na província de Holguín, em Cuba.

## Demografia
Em 2004, a cidade de Cueto tinha uma população de 34 503. Possui uma área de 326 km² , e uma densidade populacional de 105.8 /km².